# Кајзер (Орегон)
Кајзер (енгл. Keizer) град је у америчкој савезној држави Орегон.

## Демографија
По попису из 2010. године број становника је 36.478, што је 4.275 (13,3%) становника више него 2000. године.
| Група             | 2000.          | 2010.          |
| Белци             | 26.324 (81,7%) | 27.390 (75,1%) |
| Афроамериканци    | 242 (0,8%)     | 289 (0,8%)     |
| Азијати           | 480 (1,5%)     | 599 (1,6%)     |
| Хиспаноамериканци | 3.950 (12,3%)  | 6.693 (18,3%)  |
| Укупно            | 32.203         | 36.478         |